# Палагін Олександр Васильович
Олекса́ндр Васи́льович Палагін (нар. 17 липня 1939, с. Новоархангельське, Кіровоградська область) — український вчений у галузі інформатики та обчислювальної техніки, академік НАН України (2006), доктор технічних наук, професор.

## Біографія
Народився 17 липня 1939 року у селі Новоархангельське на Кіровоградщині.

### Освіта
У 1956 році закінчив школу з золотою медаллю, вступив на електротехнічний факультет Київського політехнічного інституту, який закінчив у 1961 році.

### Наукова діяльність
У 1969 році захистив кандидатську, а у 1979 році — докторську дисертації. У 1990 р. був обраний член-кореспондентом, а у 2006 році став дійсним членом НАН України. У 1960 році був прийнятий на роботу в Обчислювальний центр (тепер Інститут кібернетики ім. В. М. Глушкова) АН УРСР, де і працює по теперішній час заступником директора Інституту. Очолював Раду з автоматизації наукових досліджень при Президії НАН України, багато років був членом Комітету з державних премій України, головою експертної ради ВАК.
Під його авторством опубліковано понад 500 наукових робіт, серед яких 20 монографій, і більше 100 винаходів.

## Нагороди
Нагороджений орденами «Знак Пошани», «За заслуги» і двома медалями, має звання «Заслуженого винахідника УРСР»; удостоєний премій А. С. Лебедева АН СРСР, В. М. Глушкова і інших наукових винагород. Лауреат Державної премії УРСР і премії Ради Міністрів СРСР.